# Загаркушине
Загарку́шине — село в Україні, у Берестинському районі Харківської області. Населення становить 9 осіб. Орган місцевого самоврядування — Дар-Надеждинська сільська рада.
Після ліквідації Сахновщинського району 19 липня 2020 року село увійшло до Красноградського (Берестинського) району.

## Географія
Село Загаркушине знаходиться на лівому березі річки Багата, вище за течією на відстані 1,5 км розташоване село Дар Надії, нижче за течією на відстані 3 км розташоване село Костянтинівка, на протилежному березі — село Новобогданівка. Поруч проходить автомобільна дорога Р79.

## Історія
- 1920 — дата заснування.